# Groningen Challenger 2004
Il Groningen Challenger 2004 è stato un torneo di tennis facente parte della categoria ATP Challenger Series nell'ambito dell'ATP Challenger Series 2004. Il torneo si è giocato a Groninga in Paesi Bassi dal 22 al 28 novembre 2004 su campi in cemento indoor.

## Vincitori

### Singolare
Peter Wessels ha battuto in finale  Ivo Minář con il punteggio di 6–3, 6–2

### Doppio
Alexander Waske /  Rogier Wassen hanno battuto in finale  Romano Frantzen /  Floris Kilian con il punteggio di 6–1, 6–2